# Australogyra zelli
Espèce
Statut CITES
Australogyra zelli est une espèce de coraux de la famille des Merulinidae.

## Publication originale
Veron, Pichon & Wijsman-Best, 1977 : Scleractinia of Eastern Australia – Part II. Families Faviidae, Trachyphylliidae. Australian Institute of Marine Science Monograph series, vol. 3, p. 1–233.